# Karl Klingler
Karl Klingler (Estrasburg (Alsàcia), 7 de desembre de 1879 - Múnic (Baviera) 18 de març de 1971) va ser un violinista, concertista, compositor, professor de música i conferenciant alemany.

## Joventut
Karl Klingler era cinquè dels sis fills registrats dels seus pares. El seu pare, Theodor Klingler (1845–1905), era un violista professional que ensenyava al conservatori. Quan encara era molt jove, Klingler estava rebent classes de violí del seu pare, i després del col·lega del seu pare al conservatori, Heinrich Schuster. Klingler va començar a donar concerts als cinc anys d'edat. L'any 1897, quan va concloure els seus estudis a Estrasburg, es va traslladar a Berlín on era estudiant de la Universitat de les Arts de la ciutat ("Universität der Künste Berlin" / UdK) on, ara als 17 anys, va estudiar violí amb Joseph Joachim, un professor inspirador i, molt aviat, un amic personal íntim. Per a la composició va ser ensenyat per Max Bruch i Robert Kahn. El 1899, encara amb només 19 anys, va guanyar el Premi Nacional de Composició Mendelssohn.

## Èxit primerenc
Es va unir a la Filharmònica de Berlín (orquestra) el 1901. El 1904 (o abans) va ser nomenat concertista adjunt de l'orquestra "Zweite Konzertmeister", servint sota les ordres d'Arthur Nikisch. Paral·lelament tocava la viola al "Quartet Joachim", fundat el 1869 per l'amic i antic professor de Klingler, Joseph Joachim. En conseqüència, va adquirir un alt perfil entre els millors músics de Berlín quan encara tenia 20 anys. A més, amb només 23 anys, el 1903 va cursar una classe de violí a la universitat, on el 1908 va ser nomenat per a una plaça de professor habitual i el 1910 va esdevenir professor titular, "Professor Rei de Prússia" (en successió de Josep Joaquim). Trencat només pel seu servei militar durant la Primera Guerra Mundial, la carrera docent de Klingler a la UdK va durar més de 30 anys, i va concloure el 1936. Juntament amb la interpretació i l'ensenyament, també va dedicar el seu talent a la composició, produint cançons, música de cambra i un concert per a violí en mi major que va estrenar amb la Filharmònica de Berlín el 1907.
També va aconseguir fer-se amb un violí Stradivarius, el "De Barreau" (1714), que molts anys abans havia estat propietat de Joachim. Durant els anys anteriors a la guerra va rebre crítiques entusiastes de la crítica, sobretot el 1911 per una actuació amb el violoncel·lista gal·lès Arthur Williams i el pianista galítsià Artur Schnabel, als Estats Units, del Triple Concert de Beethoven.
La seva carrera es va veure interrompuda per l'esclat, el juliol de 1914, de la Primera Guerra Mundial: va ser cridat a lluitar com a soldat. Cap al final de la guerra va poder traslladar-se al treball musical en suport de les tropes. Organitzava vetllades musicals regulars a casa seva a la Sophienstraße (avui Bellstraße), amb músics com Korngold, Wilhelm Kempff i Emil von Reznicek. El 1917 es va casar amb Margarethe von Gwinner, filla del ben connectat banquer-aristòcrata Arthur von Gwinner [de]. El matrimoni va produir quatre fills registrats, Arthur, Wolfgang, Marianne i Charlotte, nascuts entre 1918 i 1926.

## Shinichi Suzuki
El 1920 Klingler va ser buscat per un jove músic japonès anomenat Shinichi Suzuki. Durant els vuit anys següents, Klingler va ensenyar a Suzuki, durant els primers quatre anys cobrint estudis i concerts, i durant els quatre anys següents cobrint música de cambra. Klingler havia fet saber que normalment no ampliava les seves activitats a l'ensenyament privat, i en conseqüència Suzuki es va convertir en el seu únic alumne privat. D'aquesta manera, Klingler va tenir una influència directa i positiva en el mètode Suzuki d'ensenyament del violí.

## Època nazi
El canvi de règim el gener de 1933 va donar lloc a un nou estil de govern intrusiu a Alemanya. El racisme i l'antisemitisme estricte que havien estat una característica de la propaganda nazi durant la dècada anterior es van integrar progressivament i ràpidament a la vida quotidiana. Klingler no es va sentir naturalment atret per les actituds nazis, i el 1933 es va notar a la Universitat de les Arts on encara ensenyava que no va adoptar l'hàbit d'intercanviar salutacions "Heil Hitler". La seva dona va ser identificada com a "mitja jueva" ("Halbjüdin") i ell mateix com a "encunyada jueva" ("jüdisch versippt"), que podria haver estat una referència al seu mestre jueu, el gran Joseph Joachim. No obstant això, va aconseguir mantenir una carrera pública en la música durant diversos anys després de la presa de poder nazi. Va participar en les activitats de la "Fighting League for German Culture" ("Kampfbund für deutsche Kultur (KfdK)"). Va ser reclutat per Richard Strauss per a un càrrec administratiu superior dins la Reichsmusikkammer ("Camera Nacional de Música"). Com a expresident de la "Lliga alemanya d'artistes de concerts" devia estar familiaritzat amb la política musical polititzada d'aquestes i d'altres institucions basades en la cultura quan es va implicar en elles.
Malgrat ocupar el càrrec dins de l'establiment musical, Klingler va patir una pressió política creixent. En va ser un exemple el 'violoncellista Ernst Silberstein, que era membre del quartet de corda Klingler. Klingler va rebre una successió d'advertiments i amenaces de Joseph Goebbels, el ministre de la Il·lustració Popular, probablement recolzats per comunicacions d'Herbert Gerigk, el màxim administrador de música de l'Alemanya nazi. El violoncel·lista jueu ha de ser substituït. Klingler s'havia trobat amb Adolf Hitler, encara que breument, en un esdeveniment musical organitzat pel president Hindenburg el març de 1934, i ara va escriure personalment a Adolf Hitler, una carta datada el 22 de novembre de 1934, amb l'esperança que el líder agrairia l'art artístic. i les qualitats alemanyes del Klingler Quartet, inclòs el seu "violoncellista" jueu. Silberstein va continuar tocant el violoncel al quartet fins a la seva última aparició el 17 de març de 1936 malgrat l'oposició del Ministeri d'Il·lustració Pública, gràcies a una successió de "Permisos Especials" emesos per l'Agència Nacional de Cultura. No obstant això, entre 1933 i 1936 les actuacions del quartet es van veure molt reduïdes en nombre, i els ingressos van ser més precaris que abans de 1933.
El 9 de març de 1936, en presència de diversos estudiants, Klingler va protestar a la universitat quan va descobrir que un bust del seu mentor (jueu), Joseph Joachim, havia estat retirat. En aquest moment, la direcció de la universitat va proposar la jubilació anticipada: la seva jubilació per "motivació de salut" va ser acceptada el 7 d'abril de 1936. Entre l'1 de maig de 1936 i el final de la guerra va rebre una modesta pensió de funcionariat. Probablement va ser per recomanació del director de la universitat, Fritz Stein, que immediatament després de la seva jubilació, Klingler va marxar a l'estranger amb la seva dona i les seves filles, i es va quedar uns mesos a Arosa on, segons records compartits més tard per la seva filla, Charlotte von Contas, Klinger es va deixar créixer la barba per evitar ser reconegut.
De tornada a Alemanya, i va complir amb una prohibició de viatjar, va entrar a "l'emigració interna". Va poder dedicar-se a la composició, produint una gran obra per a cor, solista i piano. Va formar una amistat amb el físic Max Planck: tots dos van participar en discussions profundes sobre certs problemes de geometria. No obstant això, Klingler no va ser completament inclòs fora de la vida pública. El gener de 1938 va actuar en trio amb el seu germà gran Fridolin Klingler i el flautista Gustav Scheck en una vetllada de música de cambra organitzada per la Societat Filharmònica de Bremen. El maig de 1940 se li va emetre un "permís especial" per "motius artístics" de l'Agència Nacional de Cultura, però no queda clar per les fonts supervivents per a què servia el permís. Hi ha esment en una font que ha estat "utilitzat per a l'entreteniment de tropes molt necessari".
El 1943, la casa familiar de Berlín va quedar inhabitable per un atac aeri i els Klingler es van traslladar definitivament a la petita finca de Krumke, als afores d'Osterburg (Altmark), que Margarethe havia heretat després de la mort del seu pare el 1931. Mentre vivien aquí. L'escriptori de Karl Klingler va ser escorcollat per la Gestapo i va ser interrogat sobre els seus amics Max Planck i Erich Vagts. La seva llibreta d'adreces va ser confiscada: incloïa les dades de contacte del fill del seu amic Erwin Planck, que per aquesta època va ser condemnat a mort per participar en una conspiració àmpliament informada per assassinar el líder. Segons el testimoni d'antics funcionaris del govern local, el correu de Klingler va ser objecte de control policial mentre vivia a Krumke. Quan la guerra arribava a la seva fi, es va convertir en objecte d'una ordre de detenció de la Gestapo perquè va ser identificat com un "risc de fugida", però l'ordre no es va poder executar abans que la zona fos envaïda per les forces aliades quan la guerra va acabar, formalment, el maig de 1945.

## Anys crepusculars
Quan la guerra va acabar, la casa familiar de Krumke va ser requisada i va haver de ser desallotjada, primer per acollir soldats nord-americans i després per acollir els britànics. El juny de 1945 la regió estava sent administrada com a part de la zona d'ocupació soviètica. La finca va ser confiscada permanentment sota els auspicis de les reformes agràries de 1945 i es va convertir per utilitzar-la com a sanatori de tuberculosi. Els Klingler havien aconseguit traslladar-se breument a una petita casa del bosc, després d'haver rescatat alguns dels seus mobles i necessitats. Al juny van aconseguir dirigir-se fins a la propera Gartow, on es van allotjar en una casa propietat de la família von Bernstoff. Un mes més tard van arribar a Kirchrode, al sud de Hannover, on es van reunir amb el seu fill, Wolfgang, recentment alliberat d'un període com a presoner de guerra. L'altre fill del Klingler, Arthur, també havia sobreviscut. A Hannover, Karl Klingler va reclutar alguns antics estudiants, Agnes Ritter, Friedrich Hausmann i Otto Garvens, per reformar el quartet de corda Klingler, però en aquest moment el mateix Karl Klingler ja havia passat l'edat de jubilació.
La tardor de 1949 Karl Klingler es va traslladar amb la seva família des de Hannover a Múnic. Encara era capaç d'escriure música de cambra, i també va publicar alguns llibres en prosa sobre temes musicals. Ernst Silberstein havia emigrat als Estats Units i, tot i que van seguir mantenint correspondència, no es van tornar a veure mai més. Karl Klingler va morir pocs mesos després del seu 91è aniversari el 18 de març de 1971. Fins molt poc abans de la seva mort va continuar tocant sonates regularment amb la seva dona, i música de cambra amb la família i els amics.

## El quartet Klingler
El Klingler Quartet va ser fundat l'any 1905 amb el propòsit exprés de recrear i preservar la qualitat del to i l'estil musical del llegendari Joachim Quartet. Els violinistes eren el mateix Karl Klingler i el rus Josef Rywkind. El germà de Karl Klingler, Fridolin, tocava la viola i el violoncel·lista era el gal·lès Arthur Williams. També va ser contractat com a assessor el professor de Williams, Robert Hausmann, que havia tocat durant molts anys al Joachim Quartet, assegurant, amb el mateix Klingler, que l'enfocament del quartet es mantingués fidel al del Joachim Quartet, fins al més mínim detall. Durant la Primera Guerra Mundial el quartet va haver de ser dissolt perquè dos dels seus quatre membres eren de països que estaven en guerra amb Alemanya.
Després que la pau tornés el 1918, Klingler va reprendre la tradició del Klingler Quartet, ara amb les segones parts de violí preses per Richard Heber i Max Baldner tocant el violoncel. El seient de Baldner va ser ocupat per Francesco von Mendelssohn el 1926. Igual que el Joachim Quartet, que per les qualitats del seu to i estil havia estat identificat com un dels millors quartets forts del món, el seu successor espiritual, el Klingler Quartet, va confirmar el seu propi estatus produint alguns dels millors enregistraments, de l'època.
En l'època nazi van trobar un altre "no-ari" al seient del "violonchelista". Per invitació del president Hindenburg, el març de 1934 el Klingler Quartet, inclòs el violoncel·lista Ernst Silberstein, va actuar en presència d'Adolf Hitler. El 1936, Klingler es va negar a sotmetre's a pressions per substituir un violoncel·lista "ari" per Silberstein, i l'ara mundialment famós Klingler Quartet en canvi "va dimitir".
Després del final dels dotze anys de nazisme, el Quartet Klingler va renéixer, que ara compta amb Klingler juntament amb tres antics alumnes, Agnes Ritter, Friedrich Hausmann i Otto Garvens. No obstant això, amb el mateix Klingler passada l'edat de jubilació, el quartet no va poder igualar les seves tradicions d'abans de la guerra.

## Llegat
La música de cambra és el focus del llegat artístic de Karl Klingler. Això es desprèn, sobretot, dels enregistraments produïts pel Klingler Quartet entre 1905 i 1936, que inclouen un repertori bàsic clàssic construït al voltant del període mitjà i els quartets de corda posteriors de Beethoven, però que també s'estenen a compositors més recents, en particular Max Reger. Pel que fa a la interpretació, l'objectiu de Klingler havia estat continuar amb les qualitats i tradicions establertes pel Joachim Quartet. El crític Alexander Berrsche creia que ho havia aconseguit, descrivint el quartet com "un dels pocs intèrprets genuïns de Beethoven del nostre temps" (eines der "wenigen echten Beethoven-Interpreten unserer Zeit"). Després de la publicació de l'assaig de Klingler "On the fundamentals of violin playing" ("Über die Grundlagen des Violinspiels"), que va ser reeditat el 1990 juntament amb alguns textos addicionals, la majoria de les edicions de partitures que va publicar eren dels quartets de Brahms. Algunes de les seves pròpies obres de música de cambra, inclòs el seu quintet de piano en mi bemol major, es van publicar durant la vida del compositor, algunes fins i tot es van tornar a publicar. Des de 1979, la Fundació Karl Klingler, creada per Marianne-Migault Klingler en honor al seu pare, ha proporcionat beques per donar suport a la música del quartet de corda.

## Fundació Karl Klingler
La fundació Karl Klingler es va establir el 1979 per donar suport als quartets de corda i promoure l'entrenament primerenc dels intèrprets de corda, aplicant el mètode Suzuki desenvolupat per l'antic alumne de Klingler, Shinichi Suzuki. La filla de Karl Klingler, Marianne-Migault Klingler (1922-1991), va establir la fundació i va servir com a primera presidenta.
La fundació proporciona un vehicle per presentar el precepte subjacent de Suzuki que tots els nens poden aprendre a tocar el violí si (1a) comencen d'hora, (2a) reben una matrícula basada en un mètode millor i reben (3a) un millor professor. A més, el servei a la humanitat és la màxima vocació i el màxim objectiu de l'esforç artístic, i la millora de la societat humana ha d'estar sempre al centre dels objectius de la fundació.
Els primers concursos de Karl Klingler String Quartet van tenir lloc a Hannover els anys 1979, 1981 i 1983. Els guanyadors van ser el Quartet Cherubini, el Quartet d'Stuttgart i el Quartet de Mannheim d'Alemanya, el Quartet Guadagnini i el Quartet Fairfield de Gran Bretanya, i de Romania el Quartet Voces. Es van atorgar beques al Quartet Auryn alemany i al Quartet polonès Voces Academia. Hi va haver una pausa d'uns anys. El sisè concurs va tenir lloc a Berlín a l'actual Acadèmia de Música Hanns Eisler: els guanyadors van ser el German Kuss Quartet i, de França, el Quatuor Johannes i el Quatuor Diotima.